# Masan
Masan és un riu de l'Índia a Bihar, districte de Champaran. Neix a la serralada de Sumeswar prop de l'antic fort Sumeswar, i rep l'aigua sobrant del Dun. Només porta aigua durant el temps de pluges. Desaigua finalment al riu Petit Gandak.